# كفرسرون
كفرسرون هي قرية لبنانية من قرى قضاء الكورة في محافظة الشمال.